# Juan Carlos Morales García González
Juan Carlos Morales García G. (Estado de México, 29 de agosto de 1971) es un fotógrafo, periodista fotográfico, editor y promotor fotográfico mexicano con más de 25 años de experiencia. Estudió la licenciatura en fotoperiodismo en la escuela Arts et Metiers de l’image en París, Francia (1992- 1996); trabajó en la revista Cambio con el escritor Gabriel García Márquez y actualmente es fotógrafo oficial de la Presidencia de la República.

## Trayectoria y proyectos
Ha publicado su trabajo en distintas revistas y periódicos internacionales; por ejemplo Léxpress, Liberation y Le Monde Diplomatique. Durante su estancia y colaboración en Europa, mostró la vida de los emigrantes africanos abriéndose paso en Francia; también expuso la profunda desigualdad de los indígenas de Chiapas documentando el levantamiento zapatista.
Dentro de sus proyectos personales ha realizado el cortometraje Le Lumieres de París y participado en libros como el Banliue Rapsodi el cual aborda los grupos árabes de París; también ha mostrado su trabajo a través de distintas exposiciones fotográficas, entre las que destaca Espíritu y arte mexicano en el Vaticano, montada sobre las calles de Roma, Italia.
También colaboró con la revista Cambio, coordinada por el escritor colombiano Gabriel García Márquez,  en el 2002  en la sección de “Reportaje” y “Cuerpos privados, desnudos públicos” sobresalió su imagen del entonces diputado Francisco Solís Peón, conocido como "Pancho Cachondo", causando gran polémica al salir en las fotografías cubierto solo con el logo del PAN.

## Premios y reconocimientos
A lo largo de su trayectoria, el trabajo de Juan Carlos ha sido reconocido y premiado en diversas ocasiones, tanto nacional como internacionalmente. Entre los reconocimientos recibidos destacan el Premio Nacional de Fotografía Antropológica INAH-AGFA, el cual se le otorgó durante dos años consecutivos (1995,1996), el Premio Jeune Reporter sur Paris (1997) y el Premio Foto Bienal de Fotoperiodismo (1998), que recibió por su importante fotorreportaje Sobre la vida del tren. Frontera Sur, Chiapas, publicado por la revista Marie Claire Internacional, siendo mencionado en medios nacionales.

## Publicaciones
Editor y autor de más de 15 libros temáticos tales como:
- Estado de México. 200 Años de Vuelo en Libertad[9]
- Artesanía Mexiquense. La Magia de Nuestra Gente galardonado con Sappi Printer of The Year, Silver Award[10]
- Conversaciones en la Cocina. Gastronomía Mexiquense[11]
- Tintorería Mexicana. Colorantes Naturales[12]
- Arqueología Mexiquense. Huellas del Pasado[13]
- Conventos Mexiquenses. Esplendor del Arte Virreinal
- Y tú ¿qué le vas a regalar a México?[14]
- Los Rostros del Compromiso. El Valor de Servir[15]
- Rostros y Recuerdos de una Vida. Historias de la 3ra. Edad[16]
- Bicentenario de la Independencia. Estado de México
- Un Estado de Altura ”Bosques Mexiquenses”
- Mariposa Monarca. Maravilla de la Naturaleza Premio Nacional de las Artes Gráficas[17]
- Camino a la Prosperidad
- Diconsa. El Alma de México
- BIO Integración